# Плавання на Чемпіонаті світу з водних видів спорту 2015 — естафета 4x200 метрів вільним стилем (жінки)
Змагання з плавання в естафеті 4x200 метрів вільним стилем серед жінок на Чемпіонаті світу з водних видів спорту 2015 відбулись 6 серпня і складались з попередніх запливів та фіналу.

## Рекорди
Станом на 6 серпня 2015 світовий рекорд і рекорд чемпіонатів світу були такими:
| Світовий рекорд          | КНР | 7:42.08 | Рим, Італія | 30 липня 2009 |
| Рекорд чемпіонатів світу | КНР | 7:42.08 | Рим, Італія | 30 липня 2009 |

## Результати

### Попередні запливи
Початок запливів о 10:57.
| Місце | Заплив | Доріжка | Країна          | Плавчині | Час       | Примітки |
| ----- | ------ | ------- | --------------- | --- | --------- | -------- |
| 1     | 2      | 3       | Італія          | Аліса Міццау (1:58.78) Еріка Муссо (1:58.05) К'яра Мазіні-Луккетті (1:59.08) Федеріка Пеллегріні (1:56.60)                | 7:52.51   | Q        |
| 2     | 1      | 5       | США             | Леа Сміт (1:57.52) Сьєрра Рунге (1:58.65) Челсі Шено (1:58.04) Шеннон Вріленд (1:58.40)                                   | 7:52.61   | Q        |
| 3     | 2      | 5       | Австралія       | Бронті Берретт (1:57.67) Джессіка Ешвуд (1:58.98) Ліа Ніл (1:57.69) Емма Маккеон (1:58.32)                                | 7:52.66   | Q        |
| 4     | 2      | 8       | Швеція          | Луїза Ханссон (1:58.45) Мішель Колеман (1:58.18) Стіна Гарделл (2:01.25) Сара Шестрем (1:55.69)                           | 7:53.57   | Q        |
| 5     | 2      | 2       | Китай           | Цю Юйхань (1:56.93) Шао Ївень (1:59.44) Чжан Юйхань (1:59.67) Ґо Дзюньдзюнь (1:58.27)                                     | 7:54.31   | Q        |
| 6     | 2      | 4       | Японія          | Тіхіро Іґарасі (1:58.52) Рікако Ікее (1:58.86) Сасі Мотіда (1:58.36) Томомі Аокі (1:58.84)                                | 7:54.58   | Q        |
| 7     | 2      | 9       | Велика Британія | Шівон Марі О'Коннор (1:58.58) Ребекка Тернер (1:58.47) Еллі Фолкнер (1:59.21) Ганна Майлі (1:58.73)                       | 7:54.99   | Q        |
| 8     | 2      | 7       | Франція         | Шарлотт Бонне (1:57.33) Коралі Балмі (1:57.36) Марго Фабр (1:59.93) Офелі-Сірієлль Етьєн (2:00.46)                        | 7:55.08   | Q        |
| 9     | 1      | 6       | Росія           | Вікторія Андреєва (1:58.84) Вероніка Попова (1:57.75) Арина Опьонишева (1:59.11) Дарія Муллакаєва (1:59.49)               | 7:55.19   |          |
| 10    | 1      | 0       | Бразилія        | Мануелла Ліріо (1:58.72) Джессіка Кавалейру (1:59.64) Жоанна Мараньян (1:59.57) Ларісса Олівейра (1:59.22)                | 7:57.15   |          |
| 11    | 1      | 1       | Канада          | Кетрін Савард (1:59.63) Елісон Акман (1:59.43) Емілі Оверголт (1:58.62) Кеннеді Госс (1:59.63)                            | 7:57.31   |          |
| 12    | 1      | 4       | Німеччина       | Александра Венк (2:01.21) Анніка Брун (1:59.67) Марлена Гютер (2:00.99) Йоганна Фрідріх (1:59.61)                         | 8:01.48   |          |
| 13    | 1      | 7       | Австрія         | Ліза Цайзер (2:00.69) Клаудія Гуфнагль (2:00.82) Йордіс Штайнеггер (2:00.58) Лена Кройндль (2:03.14)                      | 8:05.23   |          |
| 14    | 2      | 6       | Гонконг         | Камілла Чен (2:00.79) Хой Шун Стефані Ау (2:03.30) Си Хан'юй (2:01.65) Шівон Хогі (2:00.77)                               | 8:06.51   |          |
| 15    | 2      | 0       | Швейцарія       | Даніель Вілларс (2:02.69) Ноемі Жирарде (2:00.77) Мартіна ван Беркель (2:03.26) Марія Уголкова (2:01.87)                  | 8:08.59   | NR       |
| 16    | 1      | 3       | Колумбія        | Хессіка Кампосано (2:04.24) Ісабелла Арсілья (2:06.47) Кароліна Колорадо Енао (2:04.56) Марія Альварес Пугльєсе (2:03.77) | 8:19.04   |          |
| 17    | 1      | 2       | Туреччина       | Гізем Бозкурт (2:03.04) Катерина Аврамова (2:07.25) Халіме Зелал Зерен (2:07.55) Мерве Ероглу (2:06.55)                   | 8.24.39   |          |
| 18    | 2      | 1       | Сінгапур        | Цюань Тін Вень (2:03.17) Аманда Лім (2:06.73) Маріна Чань (2:09.02) Рейчел Цзен (2:05.68)                                 | 8:24.60   |          |
| 19    | 1      | 8       | Угорщина        | | 9:99.99 ! | DNS      |

### Фінал

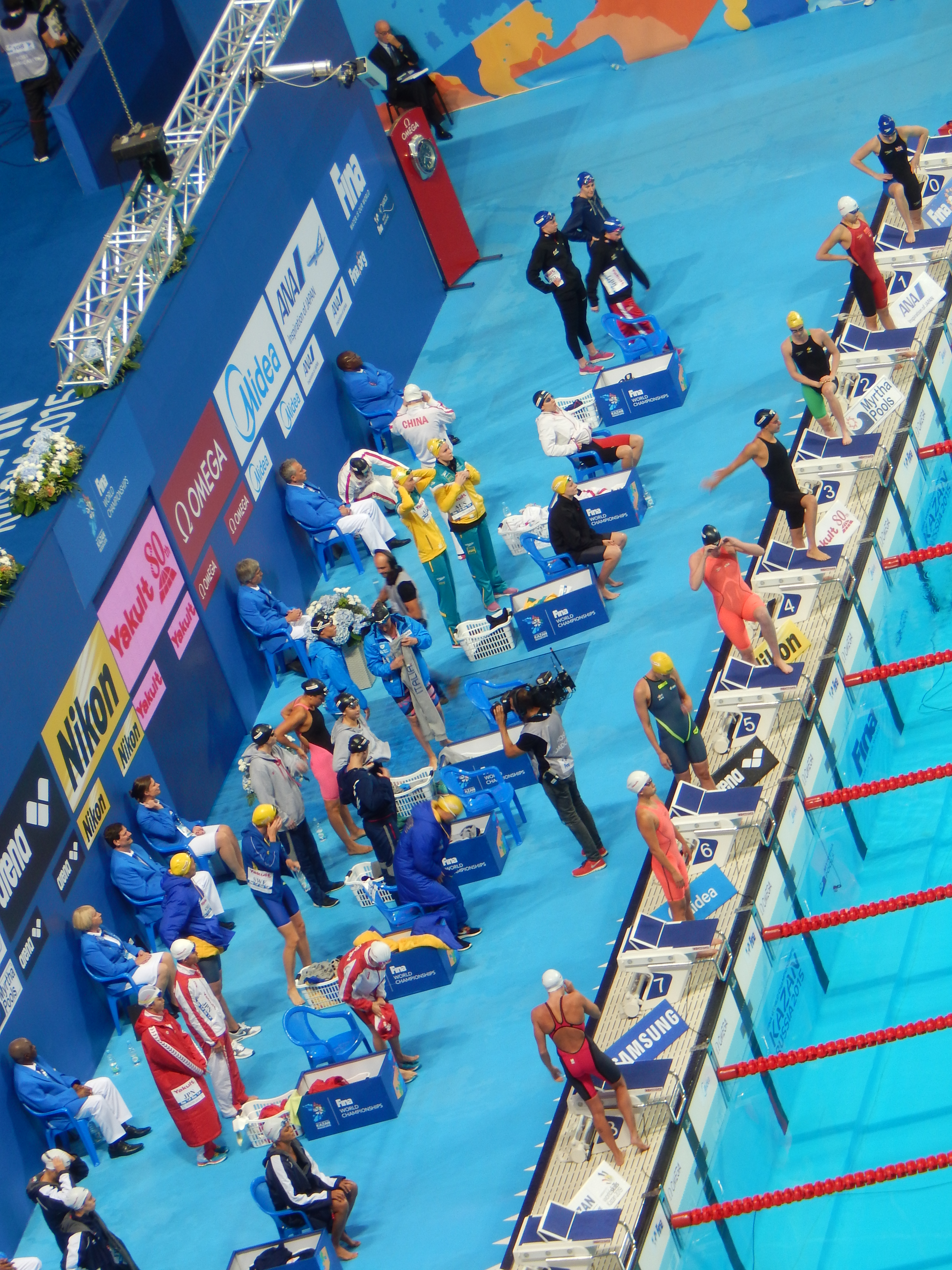
Перед фіналом

Фінал відбувся о 19:16.
| Місце | Доріжка | Країна          | Плавчині                                                                                                   | Час     | Примітки |
| ----- | ------- | --------------- | --- | ------- | -------- |
| 1     | 5       | США             | Міссі Франклін (1:55.95) Леа Сміт (1:56.86) Кейті Маклафлін (1:56.92) Кейті Ледекі (1:55.64)               | 7:45.37 |          |
| 2     | 4       | Італія          | Аліса Міццау (1:57.50) Еріка Муссо (1:58.66) К'яра Мазіні-Луккетті (1:57.52) Федеріка Пеллегріні (1:54.73) | 7:48.41 |          |
| 3     | 2       | Китай           | Цю Юйхань (1:56.88) Ґо Дзюньдзюнь (1:57.55) Чжан Юйфей (1:58.73) Шень Дуо (1:55.94)                        | 7:49.10 |          |
| 4     | 6       | Швеція          | Сара Шестрем (1:54.31) NR Луїза Ханссон (1:57.72) Мішель Колеман (1:57.36) Іда Марко-Варга (2:00.85)       | 7:50.24 | NR       |
| 5     | 1       | Велика Британія | Шівон Марі О'Коннор (1:57.78) Язмін Карлін (1:56.35) Ребекка Тернер (1:58.28) Ганна Майлі (1:58.19)        | 7:50.60 |          |
| 6     | 3       | Австралія       | Бронті Берретт (1:58.14) Джессіка Ешвуд (1:58.32) Ліа Ніл (1:58.29) Емма Маккеон (1:56.27)                 | 7:51.02 |          |
| 7     | 7       | Японія          | Тіхіро Іґарасі (1:58.20) Рікако Ікее (1:57.70) Сасі Мотіда (1:59.16) Томомі Аокі (1:59.56)                 | 7:54.62 |          |
| 8     | 8       | Франція         | Шарлотт Бонне (1:58.15) Коралі Балмі (1:57.59) Клое Аше (1:59.76) Марго Фабр (2:00.48)                     | 7.55.98 |          |